# Grynobius
Grynobius är ett släkte av skalbaggar som beskrevs av Thomson 1859. Grynobius ingår i familjen trägnagare.
Släktet innehåller bara arten Grynobius planus.